# Estadio Francis-Le Blé
El Estadio Francis-Le Blé es un estadio de usos múltiples en Brest, Francia. En la actualidad se utiliza sobre todo para los partidos de fútbol y es el estadio del Stade Brestois 29. 
El estadio es capaz de mantener 15.220 espectadores. El estadio lleva el nombre de Francis Le Blé, exalcalde de Brest, que murió en 1982.

## Tribunas
El estadio se divide en cuatro tribunas:
- La tribuna Foucauld tiene un total de 4.850 asientos, más 208 del palco.
- La tribuna Crédit Mutuel Arkéa tiene 6.548 asientos.
- La tribuna Route de Quimper, con 982 asientos.
- La tribuna Eurodif, con un total de 2.717 asientos.